# Megachile trichrootricha
Megachile trichrootricha là một loài Hymenoptera trong họ Megachilidae. Loài này được Moure mô tả khoa học năm 1953.